# José Cabrero Arnal
José Cabrero Arnal (Barcelona, 1909. szeptember 7. – Antibes, 1982. szeptember 7.) spanyol képregényrajzoló. A Magyarországon is jól ismert Pif újság névadó figurájának az alkotója.

## Életrajz
José Cabrero Arnal aragóniai származású szülők gyermekeként 1909-ben született Barcelonában. Asztalosnak tanult, majd rövid ideig gépészként dolgozott, de már 1933-ban alkalma nyílt képregényeket rajzolni. Legismertebb figuráját, a Top nevű kutyát a híres 'TBO' magazinnak (erről a lapról kapta a képregény spanyol nevét, a tebeos-t) hozta létre.
1936-ban a köztársaságiak oldalán harcolt a spanyol polgárháborúban, ezért 1939 februárjában emigrálni kényszerült Franciaországba. A német megszállást követően 1941. január 27-én a mauthauseni koncentrációs táborba került, ahonnan 1945 májusában szabadult.
Párizsba visszatérve találkozott René Moreu-vel, a kommunista párt ifjúsági lapjának, a Vaillant-nak a főszerkesztőjével, akinek az ajánlására a L'Humanité-hez került rajzolónak. Számos képregényt készített a lap hétvégi mellékletéhez, majd 1948. március 28-án indultak Pif, a kutya kalandjai, eleinte napi képcsíkok formájában. Időközben már a Vaillant-ban is megjelentek képregényei, ezek közül a legismertebb a Placid et Muzo.
1950-ben csatlakozott Pifhez azóta is állandó társa, Hercule, a macska, és már együtt kerültek át 1952-ben a Vaillant hasábjaira. Ebben az időszakban még igen aktív volt, és dolgozott a lapcsoport más magazinjainak is, mint például a Vaillante (a Vaillant lányoknak szánt testvérlapja), a Pipolin, a Roudoudou és a Riquiqui. A Pif figura igen hamar a Vaillant legnépszerűbb képregényévé vált, így hamarosan kisajátította magának az első és az utolsó oldalt. 1965-től bevették a nevét a lap címébe is (Vaillant, le journal de Pif), és az 1969-es teljes átalakulást követően már Pif-Gadget címen jelent meg.
Cabrero Arnal 1958-tól súlyos betegséggel küzdött, és kénytelen volt átadni másoknak a figuráit. Pifet Roger Mas, Placidot és Muzót Jacques Nicolaou rajzolta utána elsőként. Ennek ellenére még a hatvanas és a hetvenes években is megjelentek új, általa rajzolt Pif-történetek, ám egyre ritkábban. 1982-ben hunyt el, a dél-franciaországi Antibes-ban.